# تسمية مصر

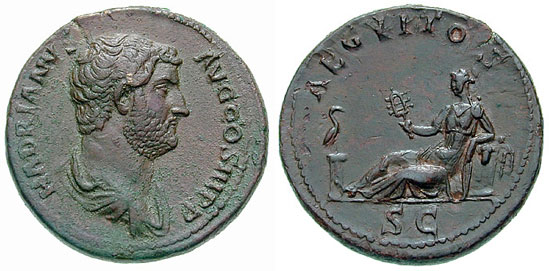
تسمية مصر AEGYPTOS تظهر على عملة رومانية قديمة.

تسمية مصر هي تسمية حامية نسبةً إلى مصرايم بن حام بن نوح، وقالت عنه النصوص الآرامية السريانية «مصرين»، ويفسره البعض بأنه مشتق من جذر سامي قديم قد يعني البلد أو البسيطة (الممتدة)، وقد يعني أيضا الحصينة أو المكنونة. يعرفها العرب باسم «مِصر» ويسميها المستعربين في لهجتهم «مَصر». أما الاسم الذي عرف به القبط (المصريين) موطنهم في اللغة هو كمت أو كامى "ⲭⲏⲙⲓ " وتعني «الأرض السوداء»، كناية عن أرض وادي النيل السوداء تمييزا لها عن الأرض الحمراء الصحراوية دِشْرِت المحيطة بها. «مجر» التي كانت تعني معني «الدرء»، ومعني (البلد) «المكنون» أو «المحصور» واشتقت من كلمة «جرو» بمعني الحد، أو من كلمة «جري» بمعني السور، ثم أضيفت إليها ميم المكانية فأصبحت «مجر» وكتبت بعد ذلك بصور كثيرة مثل «مجري» و«إمجر». وقد استعملها المصريين القدماء (القبط حاليًا) فوصف أحد شعرائهم فرعونه سنوسرت الثالث بأنه «أمجر»؛ أي درء وأنه أشبه بأسوار الحدود.
الأسماء التي تُعرف بها البلاد في لغات أوروبية عديدة مشتقة من اسمها في اللاتينية إجبتوس Aegyptus المشتق بدوره من اللفظ اليوناني أيجيبتوس Αίγυπτος، الذي يرجع إلى وحي خيال هوميروس في أسطورته التي ألفها في وقت يقع بين عامي 1600 و1200 قبل الميلاد، وأطلق البطالمة الهلنيستيون لفظ «إيجيبتوس» على مصر وسكانها من وحي أسطورة هوميروس المشار إليها. فقد أطلق الإغريق اسم آيجوبتوس على النيل وأرض النيل في آن واحد، ثم قصروه على مصر نفسها، وكتبه الرومان بعدهم آيجيبتوس، ولعل أقرب المسميات المصرية المحتملة إلى اسم آيجوبتوس ومشتقاته هو اسم آجبي ومترادفاته آجب وآجبة، وإجب وإكب، وكانت كلها مترادفات رمزت المتون المصرية بها إلى الماء الأزلي الذي برزت الأرض منه، وإلى النيل والفيضان ورب الفيضان، وربما إلى الأرض المغمورة بالفيضان أيضاً، وذلك على نحو ما عبر الإغريق باسم آيجوبتوس في العصور المتأخرة عن النيل وأرض النيل معاً، بعد أن حوروا كتابته إلى ما يتفق مع نطقهم له وبعد أن أضافوا في نهايته حرفي الواو والسين اللذين اعتادوا على إضافتهما إلى نهاية أغلب مسمياتهم.

## اُنظر أيضًا
- تسمية تونس.
- تسمية فلسطين.
- قائمة أصول تسميات الدول